# Гвоздавська сільська рада (Бердичівський район)
Гвоздавська сільська рада — колишня адміністративно-територіальна одиниця та орган місцевого самоврядування у Бердичівському районі й Бердичівській міській раді Бердичівської округи, Вінницької та Житомирської областей УРСР з адміністративним центром у селі Гвоздава.

## Населені пункти
Сільській раді на момент ліквідації були підпорядковані населені пункти:
- с. Гвоздава

## Населення
Відповідно до перепису населення СРСР 17 грудня 1926 року, чисельність населення ради становила 534 особи, з них за статтю: чоловіків — 265, жінок — 269; етнічний склад: українців — 48, поляків — 486. Кількість господарств — 115.
У 1931 році чисельність населення сільської ради становила 562 особи.

## Історія та адміністративний устрій
Створена 1926 року, як польська національна, в с. Гвоздава Рейської сільської ради Бердичівського району Бердичівської округи.
15 вересня 1930 року, відповідно до постанови ВУЦВК та РНК УСРР «Про ліквідацію округ та перехід на двоступеневу систему управління», внаслідок ліквідації Бердичівського району, рада увійшла до приміської зони Бердичівської міської ради. 28 червня 1939 року сільську раду включено до складу відновленого Бердичівського сільського району Житомирської області.
Станом на 1 вересня 1946 року сільська рада входила до складу Бердичівського району Житомирської області, на обліку в раді перебувало с. Гвоздава.
Ліквідована 11 серпня 1954 року, відповідно до указу Президії Верховної Ради УРСР «Про укрупнення сільських рад по Житомирській області»; територію та с. Гвоздава приєднано до складу Рейської сільської ради Бердичівського району Житомирської області.